# Bernd Mayländer
Bernd Mayländer (* 29. Mai 1971 in Waiblingen) ist ein ehemaliger deutscher Automobilrennfahrer.

## Karriere
Seinen Einstieg in den Motorsport fand Mayländer Ende der 1980er Jahre wie viele Rennfahrer beim Kartsport. In den folgenden Jahren stieg er über die Formel Ford und den Porsche Carrera Cup 1995 mit Mercedes-Benz in die Deutsche Tourenwagen-Meisterschaft (DTM) auf. Mit Mercedes wechselte er 1997 in die FIA-GT-Meisterschaft und fuhr im Mercedes-Benz CLK GTR Sportwagenrennen.

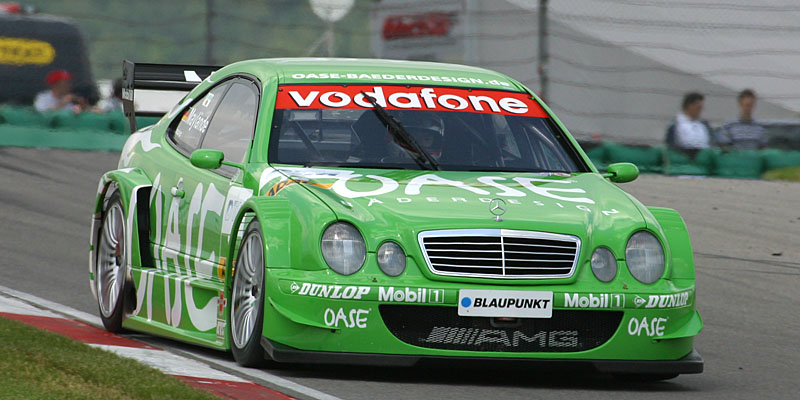
Bernd Mayländer beim Sachsenring-Rennen im Juni 2002

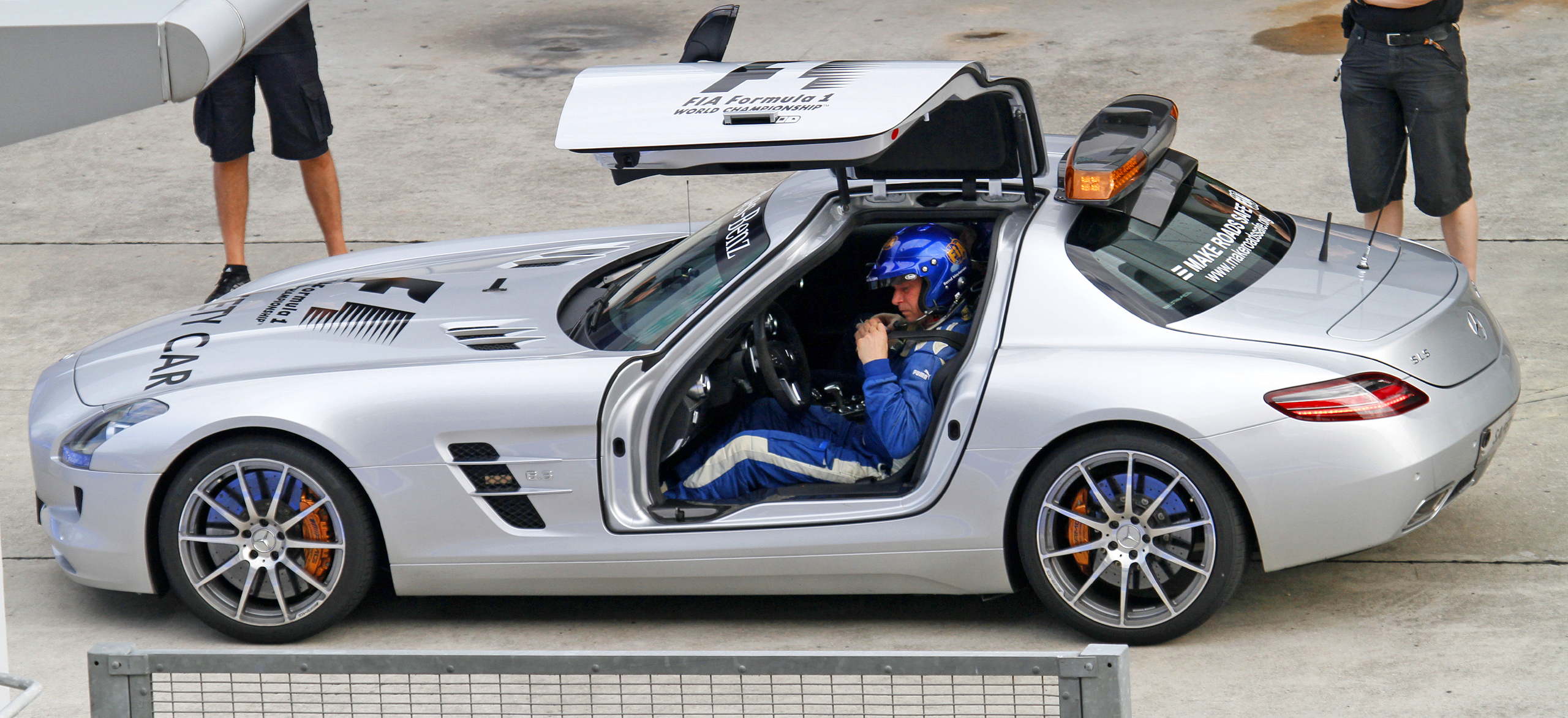
Großer Preis von Malaysia 2010: Bernd Mayländer im Mercedes-Benz SLS Formel 1 Safety Car

Im Jahr 2000 gewann Mayländer zusammen mit Uwe Alzen, Michael Bartels und Altfrid Heger mit einem Porsche 996 GT3 R das 24-Stunden-Rennen auf der Nürburgring-Nordschleife.
Mayländer trat in den Jahren 2001 und 2002 für das Team Manthey Racing im Mercedes-Benz CLK bei der DTM an. 2001 siegte er beim letzten Lauf auf dem Hockenheimring. 2003 fuhr er für Persson Motorsport. 2004 bestritt er im Team Rosberg seine letzte Saison in der DTM.
Im Mai 2005 war Mayländer als einer von 18 Fahrern an einer Weltrekordfahrt für Mercedes beteiligt, bei der in 30 Tagen Dauerbelastung rund um die Uhr 100.000 Meilen mit einem Schnitt von 224,823 km/h in drei serienmäßigen E-320-CDI-Modellen absolviert wurden.
Seit Mitte 2007 unterstützt Mayländer die Aktion des Deutschen Kraftfahrzeuggewerbes „Safety Cars für Safety Kids“. Hierbei haben die Innungen des Deutschen Kfz-Gewerbes die Sicherheit der kleinsten Verkehrsteilnehmer im Visier. Sie stellen Kindergärten ein Paket zur Verfügung, mit dem sie Kinder spielerisch auf den Straßenverkehr vorbereiten können. Dazu gehören Warnwesten, Reflektoren, Verkehrsschilder, Ampeln, Leitkegel und Bobby-Cars, die als Safety-Cars gestaltet sind.
Neben seinen Einsätzen als Rennfahrer ist Mayländer seit 2000 offizieller Fahrer der Safety Cars der Formel 1. Seit 2021 sind dies ein Mercedes-AMG GT sowie ein Aston Martin Vantage. Sein Beifahrer ist Richard Darker.

## Statistik

### Le-Mans-Ergebnisse
| Jahr | Team            | Fahrzeug          | Teamkollege | Teamkollege | Platzierung | Ausfallgrund |
| ---- | --------------- | ----------------- | ----------- | ----------- | ----------- | ------------ |
| 1999 | Champion Racing | Porsche 911 GT3-R | Dirk Müller | Bob Wollek  | Rang 19     |              |